# U 999
U 999 war ein deutsches U-Boot vom Typ VII C/41, das im Zweiten Weltkrieg von der Kriegsmarine eingesetzt wurde. Bekannt wurde U 999 unter seinem Kommandanten Wolfgang Heibges insbesondere dadurch, dass es zu den etwa 40 deutschen U-Booten gehörte, die Flüchtlinge aus Ostpreußen vor der herannahenden Roten Armee nach Deutschland in Sicherheit brachten. U 999 war eines von zehn U-Booten, welche eine schwarze „Alberich“-Gummihaut besaßen. Die anderen neun Boote waren:U 67, U 247, U 470, U 480, U 485, U 486, U 1105, U 1107 und UD 4.

## Geschichte
Die Geschichte des Bootes begann mit dem Bauauftrag an Blohm & Voss am 14. Oktober 1941, aber die Werft legte das Boot erst am 19. Dezember 1942 auf Kiel und ließ es am 17. September 1943 vom Stapel. Nach der letzten Ausrüstung stellte Kapitänleutnant Hermann Hansen U 999 am 21. Oktober 1943 in Dienst. Unter Hansen führte U 999 ein Bootsemblem: Ein Delfin, der sich hinter einem Herz, auf dem der Spruch „Rüm Hart“ („Rüm hart – klaar kiming“ ist ein nordfriesischer Wahlspruch mit der Bedeutung „weites Herz – klarer Horizont“), befand. Die Besatzung wählte diesen Spruch zu Ehren ihres Kommandanten und trug das Abzeichen in einer Version aus Aluminium an den Mützen. Die Besatzung führte das Emblem auch als Mützenabzeichen auf ihrem neuen Boot U 2517. Am Turm führte das Boot noch ein zweites Emblem: eine Katze die aus einer Flasche trank, die sich auf einem weißen Hintergrund befand. Der wohl bekannteste Einsatz des Bootes war unter ObLtzS Wolfgang Heibges, als er und seine Männer 50 Flüchtlinge aus Ostpreußen vor der herannahenden Roten Armee retteten und sicher nach Westen brachten.

## Kommandanten
- Hermann Hansen wurde am 6. Mai 1918 in Flensburg geboren und trat im November 1939 der Kriegsmarine bei und war somit Mitglied der Crew XII/39. Vom 21. Mai 1941 bis zum September 1941 war er der 2. Wachoffizier an Bord von U 129 und vom 5. März 1943 an war er der 2. Wachoffizier des Typ XIV-„Milchkuh“-U-Bootes U 462 unter Bruno Vowe. Diesen Posten hielt er bis zum Januar 1943, als er das Boot verließ und als Wachoffizier zur 4. U-Flottille in Stettin versetzt wurde. Dort absolvierte er den Kommandanten-Lehrgang und beendete diesen am 20. Oktober 1943. Danach ging er zur Baubelehrung über sein zukünftiges U-Bootes U 999 nach Hamburg und stellte dieses am 21. Oktober 1943 in Dienst. Er führte eine 20-tägige Unternehmung mit dem Boot durch und verließ U 999 am 30. Oktober 1944 mit seiner gesamten Besatzung, um erneut in Hamburg an einer Baubelehrung teilzunehmen. Er übernahm dann das Typ XXI-U-Boot U 2517.[5]
- Wilhelm Peters wurde am 20. Juni 1916 in Hannover geboren. Er trat am 9. Oktober 1937 in die Kriegsmarine ein und war Mitglied von Crew 37b. Nach seiner Ausbildung und den Lehrgängen wurde er im Mai 1942 Wachoffizier von U 584, einem Typ VII-C-U-Boot. Er hatte diesen Posten bis zum Februar 1943 inne und verließ das Boot im selben Monat. Nach der Ausbildung am Funkmessgerät bei der 2. U-Ausbildungsabteilung in Zeven bei Hannover, begann er mit der Kommandantenausbildung bei der 24. U-Flottille in Memel und übernahm am 16. März 1943, nach erfolgreichem Abschluss der Ausbildung, das bereits aus dem aktiven Fronteinsatz genommene Lachende Schwertfischboot U 96 von ObLtzS. Hans-Jürgen Hellriegel. Er kommandierte U 96 bis zum 30. Juni 1944 und übergab es am 1. Juli 1944 an Oberleutnant zur See Robert Rix. Er übernahm das besatzungslose U 999 und kommandierte es bis zum 1. Januar 1945. Anschließend war er abgeordnet zur Indienststellung von U 3045 in Bremen. U 3045 wurde nicht mehr fertiggestellt, und so übernahm er das Schulboot U 3001 von Oberleutnant zur See Hans Vogler.
- Wolfgang Heibges wurde am 1. Juli 1922 in Lippstadt (Westfalen) geboren und trat im April des Jahres 1940 in die Kriegsmarine als Offiziersanwärter ein. Er war Mitglied der Crew 40. Von April 1940 bis zum Februar 1942 machte er seine Grund- und Bordausbildung und seine Lehrgänge. Vom Februar 1942 bis zum Juni 1942 war er Wachoffizier und Kommandant der 38. Minensuchflottille und begann im Juni 1942 mit seiner U-Bootausbildung. Im Dezember 1942 wurde Heigbes zur Bremer Vulkan-Werft zur Baubelehrung von U 278 kommandiert um Wachoffizier des Bootes zu werden. In Bord dieses Bootes absolvierte Heibges vier Feindfahrten im Nordmeer. Einen Monat nachdem er U 278 verlassen hatte, im Juni 1944, begann er seinen Kommandanten-Lehrgang bei der 3. U-Lehrdivision in Schleswig und bei der 24. U-Flottille in Memel. Im November 1944 übernahm er U 999 von Wilhelm Peters und führte mit dem Boot hauptsächlich Ausbildungsfahrten in der Ostsee durch. Auf Heibges erster Fahrt mit U 999, Mitte März 1945, nahm das Boot bei den Flüchtlingstransporten über die Ostsee im Zuge der Räumung Ostpreußens, 50 Passagiere, Hitlerjungen sowie Frauen und Kinder mit, die vor der immer näherkommenden Roten Armee flüchteten.[6] Der Kommandant von U 999 riskierte hiermit das Kriegsgericht, indem er mit dieser Entscheidung gegen die bestehende Befehlslage handelte, denn „… die Ausbildung für den Fronteinsatz gilt selbst im Frühjahr 1945 immer noch als vorrangig und darf durch Evakuierungen nicht gefährdet werden.“[6] Nachdem Heibges U 999 zwei Monate später, gegen Kriegsende selbst versenkt hatte, gerieten er und seine Männer in alliierte Kriegsgefangenschaft.[7]

## Verbleib
U 999 wurde am 5. Mai 1945 gemäß dem lange bestehenden, allerdings von Großadmiral Dönitz noch am Abend des 4. Mai 1945 aufgehobenen Regenbogen-Befehl von seiner Besatzung in der Geltinger Bucht selbstversenkt. Heibges eigener Aussage nach bekam er den Befehl zur Selbstversenkung des Bootes von Günter Kuhnke, dem Chef der in Flensburg stationierten 33. U-Flottille. Der Kommandant überlieferte, dass die Stunden verrannen, ohne dass das Stichwort „Regenbogen“ kam, bis schließlich am 4. Mai ein Gegenbefehl der Seekriegsleitung das Boot erreichte, in welchem verlautbart wurde, dass die Selbstversenkung verboten war. Vom Turm seines Bootes sah Heibges, dass sich trotz des Gegenbefehles die meisten in der Geltinger Bucht befindlichen U-Boote selbst versenkten. Daraufhin gab auch er den Befehl, alle Vorbereitungen zur Selbstversenkung zu treffen. Einige Männer des Bootes bereiteten die Zündung der Sprengsätze vor und andere fluteten das offene achtere Torpedorohr. Wenige Minuten später hörte man die explodierenden Sprengsätze innerhalb von U 999. Das Wrack wurde im Jahr 1948 gehoben und abgewrackt.